# العلاقات السنغالية السورية
العلاقات السنغالية السورية هي العلاقات الثنائية التي تجمع بين السنغال وسوريا.

## مقارنة بين البلدين
هذه مقارنة عامة ومرجعية للدولتين:
| وجه المقارنة                                              | السنغال                                                  | سوريا                    |
| --------------------------------------------------------- | -------------------------------------------------------- | ------------------------ |
| المساحة (كم2)                                             | 196.72 ألف                                               | 185.18 ألف               |
| عدد السكان (نسمة)                                         | 15.85 مليون                                              | 18.27 مليون              |
| الكثافة السكانية (ن./كم²)                                 | 80.57                                                    | 98.66                    |
| العاصمة                                                   | داكار                                                    | دمشق                     |
| اللغة الرسمية                                             | اللغة الفرنسية، اللغة الولوفية، باديارا ‏، اللغة البلنتية | اللغة العربية            |
| العملة                                                    | فرنك غرب أفريقي                                          | ليرة سورية               |
| الناتج المحلي الإجمالي (بليون دولار)                      | 16.37 مليار                                              | 60.20 مليار              |
| الناتج المحلي الإجمالي (تعادل القوة الشرائية) بليون دولار | 36.62 مليار                                              |                          |
| الناتج المحلي الإجمالي الاسمي للفرد دولار أمريكي          | 899                                                      |                          |
| الناتج المحلي الإجمالي للفرد دولار أمريكي                 | 2.33 ألف                                                 |                          |
| مؤشر التنمية البشرية                                      | 0.466                                                    | 0.594                    |
| رمز المكالمات الدولي                                      | +221                                                     | +963                     |
| رمز الإنترنت                                              | .sn                                                      | .sy                      |
| المنطقة الزمنية                                           | 00                                                       | ت ع م+02:00، ت ع م+03:00 |

## منظمات دولية مشتركة
يشترك البلدان في عضوية مجموعة من المنظمات الدولية، منها:
| علم المنظمة | اسم المنظمة                               | تاريخ انضمام السنغال | تاريخ انضمام سوريا |
| ----------- | ----------------------------------------- | -------------------- | ------------------ |
|             | مؤسسة التنمية الدولية                     | 31 أغسطس 1962        | 28 يونيو 1962      |
|             | يونسكو                                    | 10 نوفمبر 1960       | 16 نوفمبر 1946     |
|             | وكالة ضمان الاستثمار متعدد الأطراف        | 12 أبريل 1988        | 14 مايو 2002       |
|             | الأمم المتحدة                             | 28 سبتمبر 1960       | 24 أكتوبر 1945     |
|             | الاتحاد البريدي العالمي                   | ?                    | ?                  |
|             | البنك الدولي للإنشاء والتعمير             | 31 أغسطس 1962        | 10 أبريل 1947      |
|             | منظمة التعاون الإسلامي                    | ?                    | 1972               |
|             | منظمة حظر الأسلحة الكيميائية              | ?                    | ?                  |
|             | الاتحاد الدولي للاتصالات                  | 15 نوفمبر 1960       | 12 يناير 1924      |
|             | مؤسسة التمويل الدولية                     | 31 أغسطس 1962        | 28 يونيو 1962      |
|             | المركز الدولي لتسوية المنازعات الاستشارية | 21 مايو 1967         | 24 فبراير 2006     |
|             | منظمة الشرطة الجنائية الدولية             | ?                    | ?                  |

## وصلات خارجية
- موقع وزارة الخارجية السنغالية